# 11145 Emanuelli
11145 Emanuelli (1997 QH1) là một tiểu hành tinh vành đai chính được phát hiện ngày 29 tháng 8 năm 1997 bởi P. Sicoli và P. Chiavenna ở Sormano.